# 'Cuz I Can
'Cuz I Can è un brano musicale della cantante statunitense Pink, prodotto da Max Martin e Dr. Luke ed estratto come settimo singolo dal suo quarto album, I'm Not Dead, pubblicato nel 2006. È stata una delle cinque tracce dell'album ad essere divulgate in rete prima della sua pubblicazione ufficiale.
Il singolo è stato trasmesso per la prima volta radiofonicamente in Australia il 4 ottobre 2007 ed ha esordito alla posizione 33 nella classifica digitale australiana, salendo fino alla posizione 14. In Nuova Zelanda, il brano è entrato nella classifica nazionale alla posizione 39 e, nel dicembre 2007, è salito alla posizione 29.
In Australia era prevista una pubblicazione in formato fisico del singolo, ma essa è stata cancellata in quanto il singolo non è riuscito ad entrare nella top 10 della classifica australiana. Per il brano, inoltre, non è stato girato alcun videoclip ma ne è stato divulgato uno promozionale, composto da spezzoni con le performance di Pink dell'I'm Not Dead Tour.

## Tracce
CD (Australia; Cancellato)
1. 'Cuz I Can (Album Version)
2. 'Cuz I Can (Live From Wembley Arena)
3. Mizunderstood (Main Mix)

## Classifiche
| Classifica (2007) | Posizione massima |
| ----------------- | ----------------- |
| Nuova Zelanda     | 29                |